# Sociedad de Conciertos de Madrid
La Sociedad de Conciertos de Madrid fut le premier orchestre symphonique espagnol stable. 

## Historique
La société fut fondée par Barbieri, Chueca et Gaztambide en 1866. Ils se chargèrent de son organisation et de sa direction artistique. La société a été l'héritière de l'orchestre formé par la Sociedad Artístico Musical de Socorros Mutuos, qui avait son siège au Teatro Real de Madrid. 
Barbieri en a été le chef d'orchestre lors la première saison; lui a succédé Gaztambide lors de la seconde. En 1869, Jesús de Monasterio est nommé directeur musical. À ce poste vont se succéder de grands noms de la musique espagnole. L'activité de l'orchestre était partagée entre les créations théâtrales et la musique symphonique. C'est dans ce domaine que son rôle a été le plus grand. Il a contribué à la diffusion du wagnérisme et de la musique symphonique européenne. Il a permis la promotion de nouveaux talents nationaux, comme ceux de Tomás Bretón, Joaquín Turina, Ruperto Chapí ou Isaac Albéniz. 
En 1876, la direction a été confiée à Mariano Vázquez Gómez. C'est avec ce chef que l'orchestre offrit pour la première fois en Espagne une série de concerts avec l'intégrale des Symphonies de Beethoven, en 1876-1884. 
Le 27 février 1898, l'orchestre  présenta le poème symphonique Don Quijote de Richard Strauss, au Teatro Príncipe Alfonso du Paseo de Recoletos de Madrid, avec le compositeur tenant la baguette en personne. Nombreux furent les chefs invités comme l'Italien Luigi Mancinelli en 1887, ou Jerónimo Giménez.
Après une crise économique importante et des mésententes irréconciliables entre les chefs de pupitre, l'Association fut dissoute en 1903. La majorité de ses éléments est restée unie et a fondé l'Orchestre symphonique de Madrid, qui continue à fonctionner de nos jours.

## Chefs d'orchestre
- 1866-1867 Francisco Asenjo Barbieri
- 1868-1869 Joaquín Gaztambide
- 1869-1876 Jesús de Monasterio
- 1876-1884 Mariano Vázquez Gómez
- 1885-1892 Tomás Bretón